# جاستن تشانسلر
جاستن تشانسلر (بالإنجليزية: Justin Chancellor)‏ هو عازف قيثارة بريطاني، ولد في 19 نوفمبر 1971 في لندن في المملكة المتحدة.

## وصلات خارجية
- جاستن تشانسلر على موقع IMDb (الإنجليزية)
- جاستن تشانسلر على موقع ميوزك برينز (الإنجليزية)
- جاستن تشانسلر على موقع ديسكوغز (الإنجليزية)